# عملات الراند الجنوب أفريقي
تُشكل عملات الراند الجنوب أفريقية جزءًا من الشكل المادي لعملة جنوب أفريقيا، الراند الجنوب أفريقي.

## 1961–1964
أُدخل الراند إلى اتحاد جنوب أفريقيا في 14 فبراير 1961، قبل وقت قصير من تأسيس الجمهورية في 31 مايو 1961. استبدل الراند الجنيه الإسترليني بعملة عشرية: 100 سنت (100c) = 1 راند (R1)، حيث تساوي قيمة الراند 10 شلنات وقيمة السنت 1.2 بنس. حملت العملات المعدنية صورة جان فان ريبيك المواجهة للأمام على الوجه الأمامي.
العملات المتداولة في البداية في الجمهورية على النحو التالي:
- 1⁄2 سنت (استبدل تقريبًا 1⁄2 د)
- 1 سنت ( استبدل تقريبًا بـ 1 بنس)
- 21⁄2 سنت (استبدل بـ 3 بنسات) - يُلقب بـ Tickey، وهو أصغر عملة معدنية حجمًا
- 5 سنتات (استبدل بـ 6 بنسات)
- 10 سنتات (استبدل بـ 1/-)
- 20 سنتًا (استبدل بـ 2/-)
- 50 سنتًا (استبدل بـ 5/-)

العملات المعدنية في البداية بنفس حجم العملات المعدنية الجنوب أفريقية السابقة. كل شيء ما عدا 1⁄2 و1 سنت عملات معدنية مصنوعة من الفضة. عملة الفارذنغ الجنوب أفريقية السابقة (1⁄4 د) ونصف تاج (21⁄2 ثانية) لم تستمر في العملة العشرية.
بالإضافة إلى ذلك، صدرت عملتين معدنيتين ذهبيتين من فئة 1 راند و 2 راند، لتحل محل العملات الذهبية من فئة نصف الجنيه والجنيه الإسترليني التي طرحت في عام 1952. تطابقت كل من عملات الجنيه الإسترليني والراند الذهبية مع مواصفات نصف الجنيه والجنيه الإسترليني البريطاني (التي سُكّت، من بين أمور أخرى، في فرع دار سك العملة في بريتوريا حتى عام 1932)، بما في ذلك سبيكة الذهب (ذهب التاج) بدرجة نقاء 22. قيراط (91.67%). يتضمن الوجه الخلفي لعملات الراند الذهبية رسمًا توضيحيًا معروفًا للظباء، صممه كورت ستاينبيرج لعملة الخمسة شلن التي طرحت في عام 1947.
| فئة              | القطر * (ملم) | السمك * (ملم) | كتلة ( ج ) | محتوى الذهب الخالص | محتوى الذهب الخالص |
| فئة              | القطر * (ملم) | السمك * (ملم) | كتلة ( ج ) | (ز)                | ( أونصة ت )        |
| ---------------- | ------------- | ------------- | ---------- | ------------------ | ------------------ |
| 1 ر              | 19.43         | 1.09          | 3.9936     | 3.6608             | 0.1177             |
| 2 ر              | 22.00         | 1.83          | 7.9873     | 7.3217             | 0.2354             |
| * الأبعاد القصوى |               |               |            |                    |                    |

## 1965–1990
قُدمت سلسلة عملات معدنية منقحة لعام 1965. الفئات المضمنة 1⁄2، 1، 2، 5، 10، 20 و 50 سنتًا. استبدلت الفضة في العملات المعدنية بالنيكل.
في البداية، كانت العملة المعدنية تحمل صورة فان ريبيك، ثم رؤساء دولة جنوب أفريقيا (باستثناء فريدريك دبليو دي كليرك) أو شعار النبالة لجنوب أفريقيا. اعطي اسم الدولة باللغة الأفريكانية أو الإنجليزية أو كليهما. توقف تداول العملة فئة ال 1⁄2 سنت في سبعينيات القرن العشرين، ولكن سكت في عملة Proof فقط حتى عام 1983.
ظلت العملات الذهبية من فئة الراند تُسك حتى عام 1983. ومع ذلك، بدءًا من عام 1967، استبدلت تدريجيًا بعملات كروجراند، وخاصة بعد إصدار فئات كروجراند الأصغر من 1/10 إلى 1/2 أونصة في عام 1980. كانت العملة المعدنية بقيمة 1 راند مصنوعة من الفضة وقطرها 32.7 ملم ويزن 15 غرامًا من عام 1967، ولكن من عام 1970 إلى عام 1990، كانت العملات المعدنية من فئة 1 راند أصغر بمقدار 1.7 ملم ووزنه 12 غرامًا، ومكوناته من النيكل.

## 1989–2022
قُدمت العملات الجديدة بدءًا من فئة R2 (المعروفة في البداية باسم "De Klerk")، وإضافة عملة ر5، واستبدال جميع فئات العملات السابقة. في البداية، تحمل العملات المعدنية شعار النبالة واسم الدولة باللغتين الإنجليزية والأفريقانية من عام 1990 إلى عام 1995. بعد عام 1996، حملت العملات المعدنية الاسم بإحدى اللغات الرسمية الـ11 الجديدة في البلاد. اعيد تصميم العملات المعدنية من فئة 10، 20، و50 سنتًا بشكل طفيف من خلال تكبير أرقام فئة العملة. منذ عام 2000، حملت العملات المعدنية شعار النبالة الجديد لجنوب أفريقيا. اعتبارًا من عام 2002، حملت العملات المعدنية R1 وR2 وR5 اسم البلاد بلغتين رسميتين.
توقف سك العملات المعدنية من فئة 1 سنت و2 سنت في نهاية شهر مارس 2002. وتوقف سك العملة المعدنية فئة 5 سنتات في الأول من أبريل 2012، منذ ذلك الحين سكت العملة المعدنية فئة 10 سنتات من الفولاذ المطلي بالبرونز، وسكت من الفولاذ المطلي بالنحاس. لا تزال العملات المعدنية من فئة 5 سنتات قانونية، لكنها اختفت إلى حد كبير من التداول، تقرب معظم المعاملات إلى أقرب 10 سنتات.
قُدمت عملة معدنية ثنائية المعدن R5 مع ميزات أمان إضافية، بما في ذلك الحافة المزخرفة والحروف الدقيقة على الوجه الخلفي، في عام 2004.
انتجت عملة كروغراند الذهبية بفئات 1/10 أونصة، 1/4 أونصة، 1/2 أونصة، و1 أونصة.
قُدمت عملة كروغراند الفضية لأول مرة في عام 2017 للاحتفال بمرور 50 عامًا على إصدار عملة كروغراند. تحتوي عملة كروغراند الفضية لعام 2017 على نقش تذكاري على الجانب الخلفي.
منذ عام 2018، سكت العملات الفضية من فئة كروغراند، لكنها لا تحتوي على نقش تذكاري.
تداولت عملات تذكارية بقيمة 5 راند في عام 2008 بمناسبة عيد ميلاد نيلسون مانديلا التسعين، وفي عام 2011 لإحياء ذكرى مرور 90 عامًا على إنشاء بنك الاحتياطي في جنوب إفريقيا، وفي عام 2015 بمناسبة الذكرى المئوية الثانية لإصدار عملة جريكوا، أول عملة معدنية صدرت في جنوب إفريقيا. تتمتع هذه العملات المعدنية بنفس الحجم والشكل مثل العملات المعدنية من فئة 5 راند التي طرحت في عام 2004، ولكنها تتميز بميزات مختلفة. تحتوي عملة مدينة جريكوا على طائر وسنوات 1815 و2015 على الوجه الخلفي، شعار النبالة لجنوب إفريقيا والاختصار SARB على الوجه الأمامي. كما تداولت عملات تذكارية بقيمة 2 راند و5 راند في عام 2019 للاحتفال بمرور 25 عامًا على الديمقراطية.
في عام 2017، سكت عملة تذكارية بقيمة 5 راند لإحياء ذكرى وسام رفاق أور تامبو.
في عام 2018، سكت عملة تذكارية بقيمة 5 راند لإحياء ذكرى مرور مائة عام على ميلاد نيلسون مانديلا.
اعتبارًا من عام 2022، لم تصدر أي عملة تداول قياسية منذ عام 2019. كانت العملات المعدنية الصادرة في عام 2019 هي 5 راند، 50 سنتًا، و10 سنتات.
في عام 2021، ستصدر عملة تذكارية بقيمة 5 راند للاحتفال بمرور 100 عام على تأسيس بنك الاحتياطي لجنوب إفريقيا.
| فئة      | القطر (ملم) | الكتلة (غم) | معدن                    |
| -------- | ----------- | ----------- | ----------------------- |
| ر5       | 26          | 9.5         | ثنائي المعدن            |
| ر2       | 23          | 5.5         | نحاس مطلي بالنيكل       |
| ر1       | 20          | 4           | نحاس مطلي بالنيكل       |
| 50 سنتًا  | 22          | 5           | الفولاذ المطلي بالبرونز |
| 20 سنتًا  | 19          | 3.5         | الفولاذ المطلي بالبرونز |
| 10 سنتات | 16          | 2           | الفولاذ المطلي بالنحاس  |

## من عام 2023
اعتبارًا من 1 يناير 2023، ستصبح سلسلة جديدة، السلسلة العشرية الرابعة، عملة قانونية.

## روابط خارجية
- الموقع الرسمي لدار سك العملة في جنوب أفريقيا : شركة تجارية تبيع عملات الراند، والتي قد تكون مثيرة للاهتمام لهواة جمع العملات
- عملات معدنية من جنوب أفريقيا : قائمة شاملة بالعملات المعدنية التي أصدرتها جنوب أفريقيا